# Comic Barcelona on demand 2021
El Comic Barcelona on demand 2021 o 39 Comic Barcelona on Demand fou la 39è edició del Saló Internacional del Còmic de Barcelona, celebrada els dies 28, 29 i 30 de maig només en format virtual a causa de les restriccions sanitàries imposades per l'epidèmia per coronavirus. Va incloure xerrades, concursos i exposicions online.
A mitjans d'abril, Ficomic ja havia anunciat que a causa de la incertesa generada per l'epidèmia per coronavirus, per segon any consecutiu el Saló no es podria celebrar de manera presencial. La seva anul·lació seguia d'aquesta manera la mateixa sort que la resta d'esdeveniments culturals amb congregació de públic massiu. Sota aquestes circumstàncies, Ficomic va decidir tirar endavant una segona edició en línia, anomenada 39 Comic Barcelona on demand. La plataforma en línia va oferir taules rodones, conferències, classes magistrals i diverses entrevistes, entre les quals van destacar les de Bryan Lee O'Malley, Santiago Sequeiros i Fermín Solís.
L'edició va finalitzar amb un balanç global de més de 57 hores de programació, 13 conferències, 21 entrevistes, 68 convidats nacionals i 4 convidats internacionals.

## Cartell

Cartell promocional de la dibuixant Raquel Riba Rossy.

L'autora catalana Lola Vendetta fou l'autora del cartell del certamen, amb una il·lustració protagonitzada pels personatges de Vendetta lluitant amb una katana contra el coronavirus.

## Exposicions
- Els Universos de l'Albert Monteys. Exposició que agrupà les diferents obres de gènere fantàstic i ciència-ficció de l'autor Albert Monteys, guanyador del premi a la millor obra del 37 Comic Barcelona (2019) pel còmic ¡Universo!. La mostra va incloure treballs de Calavera Lunar, Carlitos Fax, Solid state, Matadero cinco i ¡Universo!. En total, la mostra va agrupar 44 peces originals d'Monteys. Durada: del 21 d'octubre al 30 de novembre. LLoc: Espai EducArt de la Sala Oval, Museu Nacional d'Art de Catalunya.

### Exposicions virtuals
- Antonio Altarriba i la triologia del "jo". Exposició virtual dedicada a l'autor Antonio Altarriba, proclamat Gran Premi del Saló de 2019. La triologia del "jo" comprèn els còmics Moi, assassin (2014), Moi, fou (2018) i Moi, menteur (2021), tots ells amb guió d'Altarriba i il·lustracions de Keko.
- La Barcelona de les multituds. Exposició que fou un recorregut per la ciutat de Barcelona al llarg dels seus 100 darrers anys tot a través d'il·lustracions i còmics de nombrosos autors de la ciutat. La mostra va incloure treballs d'Bruguera, còmic underground de Miguel Gallardo i Montesol, les multituds il·lustrades per Josep Maria Blanco o treballs d'Opisso per L'esquella de la Torratxa, entre molt d'altres. L'exposició fou comissariada per Roser Mesa[5]

## Jurat
El jurat dels premis va estar format per:
- Antonio Altarriba, guanyador del Gran Premi de 2019.
- Ana Galvañ, autora del cartell de la 37a edició del Saló.
- Cristina Hombrados, membre de l'associació ACDCómic (Associació de Crítics i Divulgadors de Còmic).
- Albert Mestres, gerent de la llibreria Continuarà Còmics.
- Ulises Ponce, membre de l'associació AACE (Associació d'Autors de Còmic d'Espanya).
- Álvaro Pons, col·leccionista i crític de còmics.
- Marika Vila, autora de còmics.
- Antoni Guiral, historiador i divulgador de còmic.

Aquest jurat fou responsable d'escollir els guanyadors d'entre els nominats sorgits de les votacions prèvies realitzades pels professionals del sector.

## Palmarès

### Gran Premi del Saló
- Antonio Martín[7]

### Millor obra
| Títol                     | Autor                           | Editorial       |
| ------------------------- | ------------------------------- | --------------- |
| Carne de cañón            | Aroha Travé                     | La Cúpula       |
| Primavera para Madrid     | Magius                          | Autsaider       |
| Siempre tendremos 20 años | Jaime Martín                    | Norma Editorial |
| Regreso al Edén           | Paco Roca                       | Astiberri       |
| La cólera                 | Santiago García Javier Olivares | Astiberri       |

### Millor obra estrangera
| Títol                    | Títol original                               | Autor                                   | Editorial          | País                 |
| ------------------------ | -------------------------------------------- | --------------------------------------- | ------------------ | -------------------- |
| Ventiladores Clyde       | Clyde Fans                                   | Seth                                    | Salamandra Graphic | Canadà               |
| La soledad del dibujante | The Loneliness of a Long-Distance Cartoonist | Adrian Tomine                           | Sapristi           | Estats Units         |
| Un tributo a la tierra   | Paying the Land                              | Joe Sacco                               | Reservoir Books    | Malta / Estats Units |
| Sabrina                  | Sabrina                                      | Nick Drnaso                             | Salamandra Graphic | Estats Units         |
| Matadero Cinco           | Slaughterhouse-Five                          | Albert Monteys Ryan North Kurt Vonnegut | Astiberri          | Estats Units         |

### Autor revelació
| Autor         | Títol             | Editorial |
| ------------- | ----------------- | --------- |
| Irene Márquez | Esto no está bien | Autsaider |
| Nadia Hafid   | El buen padre     | Sapristi  |
| Rosa Codina   | Rompepistas       | La Cúpula |
| Aroha Travé   | Carne de cañón    | La Cúpula |
| Sara Soler    | En la oscuridad   | Planeta   |

### Millor fanzine
| Títol                                      | Autor                        |
| ------------------------------------------ | ---------------------------- |
| Us                                         | Sara Soler                   |
| Cómo hacer un cómic sin tener ni puta idea | Javier Marquina, Rosa Codina |
| Proezas fanzine                            | diversos autors              |
| Grano de pus                               | Aroha Travé, Rosa Codina     |
| La máquina de albóndigas                   | diversos autors              |

### Millor còmic infantil i juvenil
| Títol                                                            | Autor                                                                   | Editorial              |
| ---------------------------------------------------------------- | ----------------------------------------------------------------------- | ---------------------- |
| Viaje a Xambala                                                  | Guillermo Morales Paz, Yolanda Dib Cabello, David Pérez Gutiérrez, etc. | Grafito Editorial      |
| Leyendas del recreo 2: Campeones del mundo                       | El Hematocrítico, Albert Monteys                                        | Anaya                  |
| Lola & Blu: La Caja                                              | Lorenzo Montatore                                                       | Bang Ediciones (Mamut) |
| Uxío                                                             | Martín Romero                                                           | Astiberri              |
| Astro-Ratón y Bombillita núm.5: Retorno a una tierra desconocida | Fermín Solís                                                            | Bang Ediciones (Mamut) |

### Premi del Públic
- Lezo vol.1: Última batalla (Espadas del Fin del Mundo), d'Ángel Miranda, Guillermo Mogorrón, Ramón Vega i Miguel Ángel Abad.

## Invitats internacionals
Bryan Lee O'Malley, Guy Delisle, Justin Eisinger i Harmony Becker (They Called Us Enemy).

## Programa cultural

### Programa de Comic on demand
| Data                 | Hora           | Acte |
| -------------------- | -------------- | --- |
| Divendres 28 de maig | 17:00-17:15 h. | Inauguració |
| Divendres 28 de maig | 17:15-18:30 h. | Entrega de premis |
| Divendres 28 de maig | 18:30-19:30 h. | Conversant amb Antonio Altarriba. Modera: Elisa MacCausland |
| Divendres 28 de maig | 19:30-20:30 h. | Conversant amb Bryan Lee O'Malley. Modera: Borja Crespo |
| Dissabte 29 de maig  | 10:00-11:00 h. | Homenatge a Armonía Rodríguez, guionista i autora de còmic. Modera: Elisa McCausland Amb: Amélia Guzmán, Pepe Gálvez, Marika Vila, Javier Mora.                                        |
| Dissabte 29 de maig  | 11:00-12:00 h. | Amazones a la Luna: de Wonder Woman a Sailor Moon, passant per... Modera: Cels Piñol Amb: Elisa McCausland, Carla Berrocal, Aneke, Desiree Bressend                                    |
| Dissabte 29 de maig  | 12:00-12:30 h. | Conversa amb Jaime Martín. Modera: Kike Infame |
| Dissabte 29 de maig  | 12:30-13:00 h. | Conversa amb 72 Kilos. Modera: Raquel Riba Rossy (Lola Vendetta) |
| Dissabte 29 de maig  | 13:00-14:00 h. | Voces que cuentan. Modera: Cristina Hombrados Amb: Patricia Campos, Raquel Riba Rossy, Akira Pantsu, Sara Herranz, Sandra Cardona, Estefanía Molina Morales, Ada Diez, David Hernando. |
| Dissabte 29 de maig  | 14:00-14:30 h. | Conversa amb Álvaro Ortiz. Modera: Oriol Estrada |
| Dissabte 29 de maig  | 14:30-16:00 h. | L'I-D del cine i les sèries. Amb: Chico Morera, Borja Crespo, Cels Piñol, Oriol Estrada                                                                                                |
| Dissabte 29 de maig  | 16:00-17:00 h. | El Cómic des de les trinxeres. Modera: Borja Crespo Amb: Irene Márquez, Juarma i ATA.                                                                                                  |
| Dissabte 29 de maig  | 17:00-18:00 h. | Conversa amb Jordi Carrión i Javier Olivares. Modera: Pepo Pérez |
| Dissabte 29 de maig  | 18:00-19:00 h. | Conversa amb Guy Delisle. Modera: Pepe Gálvez |
| Dissabte 29 de maig  | 19:00-20:15 h. | Els Combats de la Joso: Amb: Royal Art Rumble. Amb: Pere Pérez, Sara Soler, Konata, Claudio Stassi i altres.                                                                           |
| Dissabte 29 de maig  | 20:15-21:00 h. | George Takei era l'enemic. Conversa amb Justin Eisinger i Harmony Becker. Modera: Oriol Estrada                                                                                        |
| Dissabte 29 de maig  | 21:00-22:00 h. | Comic Barcelona Night: Rol de Titans. Amb: Stelladia, David Lafuente, David López, Sara Soler, Joan Tretze                                                                             |
| Dissabte 29 de maig  | 22:00-23:00 h. | Comic Barcelona Night: Rol online a Altered Carbon. Amb: Desiree Bressend, Josep Busquet, Cels Piñol, Ismael Ávalos                                                                    |
| Diumenge 30 de maig  | 11:00-12:00 h. | El còmic en Català. Modera: Jordi Riera Pujal. Amb Quim Bou, Oriol Garcia Quera, Santiago Sobrequés.                                                                                   |
| Diumenge 30 de maig  | 12:00-12:30 h. | Conversa amb Teresa Valero. Modera: Yexus |
| Diumenge 30 de maig  | 12:30-13:00 h. | Conversa amb Pepe Larraz. Modera: Julián M. Clemente |
| Diumenge 30 de maig  | 13:00-14:30 h. | Conversa amb Albert Monteys i Alejo Cuervo. Modera: Cels Piñol |
| Diumenge 30 de maig  | 14:30-16:00 h. | ComicQuiz. Amb: Ficomic i María Arista |
| Diumenge 30 de maig  | 16:00-17:00 h. | 100 anys de Pulgarcito. Modera: Antoni Guiral Amb Carlos de Gregorio, Paco Baena, Jaume Vidal.                                                                                         |
| Diumenge 30 de maig  | 17:00-18:00 h. | Existeix el "còmic underground"? Modera: Mery Cuesta Amb Aroha Travé i Rosa Codina. |
| Diumenge 30 de maig  | 18:00-19:00 h. | Conversa amb Magius sobre Primavera para Madrid. Modera: Borja Crespo |
| Diumenge 30 de maig  | 19:00-20:00 h. | Conversa amb Santiago Sequeiros sobre Romeo Muerto. Amb: Borja Crespo, David Rubín i Hernán Migoya                                                                                     |
| Diumenge 30 de maig  | 20:00-20:15 h. | Clausura del 39 Comic on demand |

### Programa de Comic Pro
Acabat el programa de Comic on Demand, dirigit al públic general, va començar el programa de les jornades Comic Pro, dirigides als professionals del sector del còmic.
| Data                | Hora           | Acte |
| ------------------- | -------------- | --- |
| Dimarts 1 de juny   | 17:00-18:00 h. | Guionistes de còmic, professió de risc. Modera: Javier Marquina Amb: Alicia Palmer, Alba Soprano, Desiree Bressend, Enma Calvo. |
| Dimarts 1 de juny   | 18:15-19:30 h. | Historieta llatinoamericana: autores i editores. Modera: Elisa McCausland Amb: Panchulei (Xile), Isabel Molina (Xile), Paloma Domínguez (Xile), Sindy Elefante (Colòmbia), Lina Flórez (Colòmbia), Mariela Acevedo (Argentina), Femimutancia (Argentina). |
| Dimecres 2 de juny  | 17:00-19:00 h. | Cures i autocures de les professions creatives. Impartit per professionals del Consell General de Fisioterapeutes i Consell General d'Òptics-Optometristes                                                                                                |
| Dijous 3 de juny    | 17:00-18:00 h. | Taller: Bones pràctiques a Internet. Amb: Marta Dehesa |
| Dijous 3 de juny    | 18:15-19:30 h. | Taula rodona: hi ha altres professions, i estan en aquesta. Amb: Marta Dehesa, Marina Borras, Emilio Bernárdez, Francis González, José Domingo. Modera: Toni Guiral                                                                                       |
| Divendres 4 de juny | 17:00-18:30 h. | Conciliació i corresponsabilitat: Una missió (im)possible. Amb: Natacha Bustos, Miguel Ángel Giner, Sonia Pulido, Susanna Martín. Modera: Elisa McCausland                                                                                                |